# Кутянка (Ровненская область)
Кутянка (укр. Кутянка) — село в Острожской городской общине Ровненского района Ровненской области Украины.
Население по переписи 2001 года составляло 480 человек. Почтовый индекс — 35850. Телефонный код — 3654. Код КОАТУУ — 5624283601.

## История
В 1946 г. Указом Президиума ВС УССР село Ляхов переименовано в Кутянка.
До 2020 года входило в Острожский район.